# Hasse Alatalo
Yrjö Hans-Erik "Hasse" Alatalo, född den 4 december 1950 i Tärendö, är en tornedalsk musiker och journalist.
Alatalo var en av de ursprungliga medlemmarna i musikgruppen Norrlåtar, som han dock lämnade 1994. Han arbetar som journalist och producent vid Sveriges Radio och SVT:s redaktion i Luleå. Bland annat har han varit producent och programledare för radioprogrammet Musikjournalen ETNO, om världsmusik. Han har också gjort hundratals barnprogram.
1974 åkte Alatalo runt tillsammans med Magnus Sjögren från Norrlåtar för att dokumentera norrbottnisk folkmusik som ett led av Projekt Älvdal. De ägnade två månader åt spela in vad gamla människor sjöng och spelade för dem. Alatalo fortsatte sedan på egen hand att dokumentera folkliga visor och melodier i Tornedalen. Resultatet blev boken Nurmen lintu – Ängens fågel: visor och låtar i Norrbottens finnbygder 1677–1984 som innehåller noter, sångtexter på tornedalsfinska och riksfinska och översättning till svenska till 152 visor, gamla och nutida foton från Norrbotten samt Alatalos musikkommentarer.
Alatalo har även producerat Gusten Grodslukare, skriven av den danske författaren Ole Lund Kirkegaard, som följetong i Sveriges Radio i tio avsnitt (första gången 1986). Det är en av de mest efterfrågade barnradioföljetongerna genom tiderna. Flera titlar skulle följa, t ex Albert i Kalleby och Otto är en noshörning, med manus av samme författare.

## Diskografi
- Se Norrlåtar

## Priser och utmärkelser
- Norrländska Socialdemokratens kulturpris 2004
- Norrbottens läns landstings heders- och förtjänststipendium 2009[2]